# Жуковецька сільська рада
| Жуковецька сільська рада — колишній орган місцевого самоврядування у Жмеринському районі Вінницької області з адміністративним центром у с. Жуківці. Сільській раді були підпорядковані населені пункти: - с. Жуківці - с. Петрівка - с. Сідава - с. Щучинці - с. Ярошенка |

## Склад ради
Рада складалася з 20 депутатів та голови.

## Керівний склад сільської ради
| ПІБ                      | Основні відомості                                                                         | Дата обрання | Дата звільнення |
| ------------------------ | ----------------------------------------------------------------------------------------- | ------------ | --------------- |
| Тріскун Надія Степанівна | Сільський голова, 1952 року народження, освіта, член Народно-демократичної партії України | 26.03.2006   | 31.10.2010      |
| Тріскун Надія Степанівна | Сільський голова, 1952 року народження, освіта вища, член Партії регіонів                 | 31.10.2010   |                 |

Примітка: таблиця складена за даними джерела

## Історія сільської ради в Сталінські часи
- Голова сільради в 1937 р. і одночасно Голова Колгоспу ім. Кірова Трепко Андрій Микитович (1903 р.н.). Відмовив в поновленні відкриття церкви в с. Жуківці в 1937 р.. Давав свідчення [2][3]проти односелельців в справі № 1978[4] Вінницького Обласного Управління НКВС. Троє жителів[5] с. Жуківці були сасуджені до 10 років ГУЛАГу кожен, де всі вони загинули не пробувши там і року.